# معركة إيسونزو
معركة إيسونزو هي مجموعة من حوالي 10 معارك بين القوات النمساوية والقوات الإيطالية في الحرب العالمية الأولى على نهر إيسونزو Isonzo حدثت في الفترة 29 يونيو 1915 – 14 مايو 1917 وانتهت بخسائر كبيرة للطرفين.

## الخلفية التاريخية
- كانت إيطاليا قد انضمت في عام 1882 إلى الحلف النمساوي – الألماني (الموقع عام 1879)، فصار اسمه بذلك «الحلف الثلاثي». لكن عندما اندلعت الحرب العالمية الأولى صيف عام 1914 لم تحرك إيطاليا ساكناً، فلم تكن لديها القدرة على مواجهة الحلفاء الغربيين ولذلك كانت أغلبية الشعب الإيطالي، ومن بينهم رئيس الوزراء السابق جيوفاني جوليتي تؤيد البقاء على الحياد في الحرب.
- لكن هذا لم يكن رأي رئيس الوزراء أنتونيو سالاندرا ووزير خارجيته سيدني سونينو اللذان يميلان إلى الانضمام إلى الحلفاء الغربيين. وقد حاولت الإمبراطورية النمساوية المجرية (وكان جوليتي يعتقد مسبقاً أنها ستدفع ثمناً لبقاء إيطاليا على الحياد) أن تقدم عرضاً لإيطاليا يضمن بقاءها على الحياد وهو التنازل عن بعض أراضيها التي يقطنها سكان إيطاليون لصالح إيطاليا، لكن هذا العرض متأخراً، إذ اتفق سالاندرا، وسونينو مع حكومتي بريطانيا وفرنسا في لندن على أن تحصل إيطاليا على أراضٍ إضافية لا يقطنها الإيطاليون، لكن اتفاقية لندن الموقعة في 24 أبريل 1915، نصت على أن تعلن إيطاليا الحرب على النمسا – مجر خلال شهر، وهذا ما حدث إذ أعلنت إيطاليا الحرب على إمبراطورية النمسا – مجر في 23 مايو.

## سير المعارك
- لم تكن المعارك التي جرت على نهر إيسونزو هي المعارك الوحيدة بين الطرفين، إذ جرت بينهما معارك على مواقع أخرى على الحدود بينهما، لكن معارك إيسونزو تعتبر في مجموعها الأهم والأكبر.
- يمكن عرض التسلسل التاريخي لمعارك إيسونزو كما يلي:

1. المعركة الأولى ما بين 29 يونيو – 7 يوليو 1915.
2. المعركة الثانية ما بين 18 يوليو – 10 أغسطس 1915.
3. المعركة الثالثة ما بين 18 أكتوبر -3 نوفمبر 1915.
4. المعركة الرابعة ما بين 10 نوفمبر – 10 ديسمبر 1915.
5. المعركة الخامسة 15 مارس 1916.
6. المعركة السادسة ما بين 4 – 6 أغسطس 1916.
7. المعركة السابعة ما بين 14 – 18 سبتمبر 1916 (وهي أولى معارك إيسونزو بعد إعلان إيطاليا الحرب على ألمانيا في 28 أغسطس 1916).
8. المعركة الثامنة ما بين 9 – 12 أكتوبر 1916.
9. المعركة التاسعة ما بين 31 أكتوبر – 4 نوفمبر 1916.
10. المعركة العاشرة 14 مايو 1917.

- وكانت الحصيلة الإجمالية لهذه المعارك أكثر من 250,000 قتيل من الطرفين، وبلغت الخسائر الإيطالية ما بين قتيل وجريح وأسير حوالي مليون شخص، كل هذه الدماء لم ينتج عنها سوى تقدم الإيطاليين لمسافة تقدر بـ 19 كم فقط.
- ورغم أن الإيطاليون شتتوا جزءاً من مجهود النمسا – مجر الحربي (حيث كان يمكن أن يساعد ألمانيا في الجبهات الأخرى)، لكن لا يبدوا أن مجهودهم كان كافياً لتغيير مسار الحرب لصالح الحلفاء.
- تلقى الإيطاليون بعد ذلك هزيمة قاسية في معركة كابوريتو في خريف عام 1917 كادت أن تؤدي إلى انهيار جبهتهم لولا تدخل الحلفاء الغربيين لمساعدتها.